# Playmen
Playmen byl italský časopis pro dospělé založený Adelinou Tattilovou v roce 1967, který získal pověst italské obdoby pánského magazínu Playboy.
Vycházel s měsíční periodicitou. Obsahoval fotografie svlečených žen, články byly tematicky zaměřené na módu, sport, spotřební zboží a veřejně známé osoby. Obrázky měly charakter softcore, na rozdíl od hardcore pornografické tematiky.
V roce 2001 bylo vydávání zastaveno.

## Počátky
Po čtyřech letech od založení periodika v roce 1967, kdy jeho vydávání doprovázely střety s policií, dosáhl náklad 450 000 kopií v ceně přibližně jednoho americkému dolaru.
Playmen původně kopíroval styl Playboye, ačkoli první Dívka měsíce Brigitte Bardotová, si držela ruce přes ňadra. Později došlo k vytvoření vlastního stylu, jenž odrážel evropský postoj k oblasti erotiky. Zobrazované ženy byly oproti americkému magazínu Playboy štíhlejší a vyzrálejší.

## Obsah
Začátek kariéry řady hereček je spojen s účinkováním v časopise. Mezi umělkyně, které se v něm objevily patří: Pamela Villoresi, zpěvačka Patty Pravo, francouzská herečka Brigitte Bardotová, herečka Ornella Muti, zpěvačka Amanda Lear a další. Mezi známé osobnosti se řadí Teresa Ann Savoy, Barbara Bouchet, Lilli Carati či Camille Keatonová. Červencové číslo z roku 1968 obsahovalo článek Henryho Millera. Roku 1969 se na jeho stránkách objevila Jacqueline Kennedyová Onassisová, tehdy čerstvě vdaná za řeckého rejdaře Aristotela Onassise, když na snímcích plavala nahá v bazénu před vilou na soukromém ostrově Skorpios.
Pravidelnou součástí se staly rozhovory s osobnostmi z oblasti literatury, filmu, politiky a sportu.
V průběhu 90. let 20. století, kdy došlo k rozmachu pornoprůmyslu, časopis zaznamenal krizi, jež skončila v roce 2001 jeho zánikem.